# Orthocentrus hirtus
Orthocentrus hirtus là một loài tò vò trong họ Ichneumonidae.